# Щеглов Володимир Петрович
Володимир Петрович Щеглов (15 червня 1904 — 23 січня 1985) — радянський астроном, академік АН Узбецької РСР (1966).

## З життєпису
Народився в селі Казинка, Орловська губернія (нині Зарічне, Липецька область). У 1924 закінчив Московський землевпорядний технікум. У 1924—1926 працював в Приволзькому польовому окрузі Вищого геодезичного управління. У 1930 закінчив астрономо-геодезичний факультет Московського межового інституту. У 1930—1933 — начальник астробазисної партії і завідувач обчислювальним бюро в Середньоазіатському геодезичному управлінні. З 1933 працював в Ташкентській обсерваторії (з 1941 директор). У 1966 на базі Ташкентської обсерваторії створений Астрономічний інститут АН Узбецької РСР, директором якого Щеглов був до 1983. У 1948—1970 — професор Середньоазійського університету. З 1974 — академік-секретар Відділення фізико-математичних наук АН Узбецької РСР.
Основні наукові роботи відносяться до астрометрії (змінність географічних координат, час, дрейф континентів) та історії астрономії. Провів велику підготовчу роботу з видання атласу зоряного неба Яна Гевелія, опублікованого в СРСР чотирма виданнями на узбецькій, російській та англійській мовах (1968, 1970, 1978, 1981) і в Японії на японській мові (1977).
Один з організаторів і перший голова (1955—1976) узбекистанського відділення Всесоюзного астрономо-геодезичного товариства.
Заслужений діяч науки Узбецької РСР (1964). Медаль імені С. І. Вавилова товариства «Знання», премія імені Ф. О. Бредіхіна АН СРСР (1980).
На його честь названий астероїд головного поясу 2377 Щеглов.

## Публикации
- Щеглов Владимир Петрович, Гедеонов Дмитрий Данилович — Астрономический Журнал, 1951, т.28, вып.6;
- Щеглов Владимир Петрович. История Ташкентской астрономической обсерватории АН УзССР. — Труды Института истории естествознания и техники АН СССР, 1955, т.5.